# Ригглзуорт, Билли
Уи́льям Ге́рберт Ри́гглзуорт (англ. William Herbert Wrigglesworth; 12 ноября 1912 — 11 августа 1980), более известный как Би́лли Ри́гглзуорт (англ. Billy Wrigglesworth) — английский футболист, выступавший на позиции флангового нападающего.

## Футбольная карьера
В юности работал на угольной шахте и начал футбольную карьеру в клубе «Фрикли Коллиери», в котором в основном играли шахтёры. В 1932 году перешёл в «Честерфилд», где провёл два сезона. В газете встречается такое его описание: «очень маленький и легковесный фланговый игрок, который может нанести мощный удар, когда появляется возможность».
В 1934 году майор Фрэнк Бакли подписал молодого нападающего в клуб «Вулверхэмптон Уондерерс», выступавший в  Первом дивизионе. В сезоне 1935/36 Ригглзуорт стал лучшим бомбардиром «волков», забив 13 голов.
15 января 1937 года Ригглзуорт перешёл в «Манчестер Юнайтед». Дебютировал за «Юнайтед» 23 января 1937 года в игре против «Шеффилд Уэнсдей» на стадионе «Хиллсборо». Гарт Дайкс, автор книги The United Alphabet, так описывает Ригглзуорта: «настоящий проказник, в своей лучшей форме проходящий оборону соперника своим умным дриблингом и обманными финтами туловищем». До начала войны провёл за «Юнайтед» 26 матчей и забил 5 мячей. После окончания войны и возобновления официальных турниров вернулся в клуб, но ему было уже 33 года. Он сыграл за «Юнайтед» ещё 8 матчей и забил 4 мяча, после чего был продан в «Болтон Уондерерс» в январе 1947 года.
В течение следующих двух лет выступал за «Болтон», «Саутгемптон» и «Рединг».